# Catherine Austin Fitts
Catherine Austin Fitts (Filadelfia, 24 de diciembre de 1950) es una banquera estadounidense y exfuncionaria pública que se desempeñó como directora gerente de Dillon, Read & Co y, durante la presidencia de George HW Bush, como subsecretaria de Vivienda y Urbanismo de los Estados Unidos. Desarrollo para Vivienda . Ha investigado sobre el tema del gasto público y ha denunciado varios casos de fraude gubernamental.

## Biografía
Nació en Filadelfia, Pensilvania. Se licenció en Historia por la Universidad de Pensilvania. Después de graduarse, trabajó brevemente como camarera hasta que uno de sus clientes, que era director de admisiones en la Escuela de negocios Wharton, la animó a realizar estudios de posgrado. Recibió su MBA de Wharton en 1978.

## Trayectoria profesional

### Dillon, Read & Co.
Después de sus estudios de posgrado, comenzó a trabajar en Dillon, Read & Co. Mientras estuvo allí, en 1982, organizó una novedosa venta de bonos municipales para recaudar varios miles de millones de dólares para revitalizar el sistema de metro de Nueva York, siendo la primera vez que una agencia pública vendía bonos respaldados por tarifas de pasajeros. En 1986 se convirtió en la primera mujer ascendida a directora gerente de Dillon, Read & Co. en los 156 años de historia del banco de inversión. Durante su tiempo como directora gerente, Businessweek la describió como "la principal defensora de los bonos municipales en Wall Street".

### Departamento de Vivienda y Desarrollo Urbano de Estados Unidos (HUD)
Durante las elecciones presidenciales de Estados Unidos de 1988, trabajó en la campaña de George HW Bush y fue nombrada Subsecretaria de Vivienda y Desarrollo Urbano para la Vivienda en la administración Bush, donde se le encargó reparar la reputación del departamento después de la crisis de ahorros y préstamos. Una de sus observaciones iniciales al asumir el cargo fue que el departamento tenía una cartera de seguros hipotecarios de $300 mil millones, pero solo empleaba a un actuario certificado. Las reformas que anunció incluían un plan para vender casas embargadas por el gobierno, con un descuento del 50 por ciento, a organizaciones sin fines de lucro para que operasen como alquileres. Anteriormente, el gobierno había buscado vender propiedades residenciales al valor más alto posible, lo que resultó en un exceso de bienes en su cartera que tuvo que administrarse con un alto costo, así como escasez de viviendas en stock en algunos mercados de alta densidad.
Renunció a su cargo en 1990, tras un informe que establecía que su relación con el Secretario de Vivienda y Desarrollo Urbano Jack Kemp se había agriado, un informe que Kemp negó. La partida de Fitts provocó críticas a Kemp; ella había sido, según Neal Peirce, considerada como la mejor gerente hasta el momento. Según Fitts, se le ofreció un nombramiento en la Junta de Gobernadores de la Reserva Federal después de su salida de HUD, pero se prefirió regresar al sector privado.

### Hamilton Securities and Solari
Después de dejar el gobierno, Fitts fundó Hamilton Securities, una casa de corredores de bolsa, que dirigió hasta 1998. En 1993, Hamilton Securities ganó un contrato con HUD para administrar su cartera de inversiones de $500 mil millones. Mientras administraba la cartera de HUD, Fitts ideó un programa de software de reventa de deuda hipotecaria, basado en la ubicación, que supuso un aumento en los ingresos del departamento de varios cientos de millones de dólares.
En 1997, HUD canceló el contrato de Hamilton por lo que afirmó que eran errores contables relacionados con el programa. El inspector general de HUD, el FBI y la Comisión de Bolsa y Valores iniciaron una investigación sobre Hamilton Securities. Según Fitts, la investigación se emprendió como retribución en su contra; ella afirmó que los datos de Community Wizard revelaron que algunos valores hipotecarios garantizados por el gobierno federal pudieron haber sido emitidos de manera fraudulenta. Un denunciante externo, un contratista del gobierno, acusó al uso de información privilegiada y manipulación de licitaciones en su argumento de que Hamilton Securities había obtenido su negocio de HUD debido al favoritismo. En 2002, se cerró la investigación y los investigadores afirmaron que no habían encontrado evidencia de irregularidades por parte de Fitts o Hamilton Securities.

### Investigaciones sobre el gasto público
Fitts ha investigado y comentado sobre el gasto público. En un estudio de 2004 publicado en World Affairs: The Journal of International Issues, ella pretendía encontrar "evidencia de que una gran proporción de la riqueza de la nación se está desviando ilegalmente desde hace varias décadas hacia canales y programas secretos e inexplicables con propósitos no especificados, incluidos operaciones y subversiones en el extranjero e I+D militar clandestino. Las instituciones públicas han sido infiltradas y tomadas por grupos oscuros al servicio de poderosos intereses privados y creados, a menudo a expensas del bien común".
En 2017, Fitts fue coautora de un informe, con el economista de laUniversidad Estatal de Michigan Mark Skidmore, que afirmaba haber encontrado 21 billones de dólares en "gastos no autorizados" por parte del Departamento de Defensa y el Departamento de Vivienda y Desarrollo Urbano de EE. UU. durante un período de 17 años.
Fitts ha afirmado que la misión de HUD de estimular el crecimiento económico es secundaria a lo que, según ella, es su uso como mecanismo de recaudación de fondos para agencias militares y de inteligencia que involucran un complejo esquema de valores que utiliza inversiones de Ginnie Mae respaldadas por HUD. Según Fitts, HUD paga de más para rehabilitar viviendas públicas y canaliza la diferencia hacia programas de presupuesto negro no auditados a instancias de las agencias de seguridad nacional.
Durante las elecciones presidenciales de Estados Unidos de 2016, Fitts apoyó la campaña de Donald Trump. Ha donado a campañas políticas de los demócratas Cynthia McKinney y Marcy Kaptur, y de los republicanos Rand Paul y Thomas Massie.
Según el Washington Post, durante la pandemia de COVID-19, Fitts "trabajó con el activista antivacunas Robert F. Kennedy Jr. para promover afirmaciones infundadas sobre la pandemia y oponerse a las medidas de bloqueo implementadas para frenar la propagación del virus". Grabó una larga entrevista como parte de la película Planet Lockdown que, según informa el Washington Post, repitió "afirmaciones falsas sobre la pandemia".